# Adolf Holl
Adolf Holl (ur. 13 maja 1930 w Wiedniu, zm. 23 stycznia 2020 tamże) – austriacki pisarz, teolog, filozof i religioznawca. 

## Życiorys
W latach 1953–1972 pracował jako wikariusz i nauczyciel religii.
Po uzyskaniu doktoratu z zakresu filozofii i teologii pracował jako religioznawca na Uniwersytecie Wiedeńskim. W 1973 z powodu konfliktu z hierarchami Kościoła Katolickiego otrzymał zakaz prowadzenia działalności dydaktycznej. W 1976 został zawieszony w sprawowaniu obowiązków kapłana. Mieszkając w Wiedniu, tworzył i publikował jako pisarz niezależny. Jego książki: Jezus w złym towarzystwie, Mistyka dla początkujących i Franciszek z Asyżu-ostatni Chrystus okazały się być bestselerami i przetłumaczone zostały na 12 języków.

## Książki wydane w Polsce
- Szatan i śmierć, Poznań: SAWW, 1993, ISBN 83-85066-94-2
- Heretycy. Panorama dziejów myśli kacerskiej i ruchu dysydenckiego w chrześcijaństwie, Gdynia: Uraeus, 1997, ISBN 83-85732-44-6